# La hora radiante
La hora radiante es una producción de 1938 dirigida por Frank Borzage basada en una obra de 1934 de Keith Winter. El film está protagonizado por Joan Crawford, Melvyn Douglas, Robert Young, Fay Bainter y Margaret Sullavan. Joan Crawford interpreta a Olivia, una bailarina cansada de su vida, y se casa con un hombre al que no ama. Cuando Olivia se traslada al rancho de su marido, empieza a tener problemas con su cuñada ya el que es su cuñado se enamora de Olivia.

## Reparto
- Joan Crawford ... Olivia Riley
- Margaret Sullavan ... Judy Linden
- Robert Young ... David Linden
- Melvyn Douglas ... Henry Linden
- Fay Bainter ... Hannah Linden
- Allyn Joslyn ... Roger Q. Franklin
- Hattie McDaniel ... Belvedere
- Oscar O'Shea ... Charlie Collins
- Frank Albertson ... Benny Collins
- Harry Barris ... Bertie

- Datos: Q909233
- Multimedia: The Shining Hour (film) / Q909233